# Reiya Morishita
Reiya Morishita (født 1. november 1998) er en japansk fodboldspiller, som spiller for den japanske fodboldklub Tochigi SC.